# Yaddy González
Yaddy González (Bogotá, 31 de diciembre de 1961) es una presentadora, actriz, abogada y activista de derechos humanos colombiana. 

## Biografía
Nació en Bogotá. Desde su niñez empezó en la televisión como presentadora infantil Mundo Fantástico de Producciones JES, presentadora Mini Monos dirigido por Pepón y Animalandia dirigido por Fernando González Pacheco en las décadas de 70 y 80.
Incursionó en la actuación en participar en la telenovela Pero sigo siendo El Rey como personaje secundario en 1984 y reportera del Noticiero del espectáculo de Jorge Barón Televisión y Juventudes de Coestrellas hasta su retiro en los medios. Estudió derecho en la Universidad Externado de Colombia donde ejerce su profesión.
En 1994 trabajó como inspectora de Policía en varias alcaldías de Bogotá y en la Unidad de Enriquecimiento Ilícito de la Procuraduría General de la Nación. En 1998 se radica en Los Ángeles Estados Unidos, y finalmente en Almería España.
Lideró en 2000 Tu voz es mi voz, un programa radial que divulgaba todo lo relacionado con la inmigración. Creó Forasteros, un programa de televisión en un canal local que tenía el mismo objetivo. Ocupó el cargo como presidenta de la Asociación de Colombianos Almería para Todos y de la Federación de Asociaciones Latinoamericanas de América Unida de asesoría de inmigraciónes.